# نيل روبرتس (لاعب كرة قدم أسترالية)
نيل روبرتس (بالإنجليزية: Neil Roberts)‏ هو لاعب كرة قدم أسترالية أسترالي، ولد في 15 يونيو 1933.

## وصلات خارجية
- نيل روبرتس على موقع AustralianFootball.com (الإنجليزية)
- نيل روبرتس على موقع AFLtables.com (الإنجليزية)